# 小林敏明 (外交官)

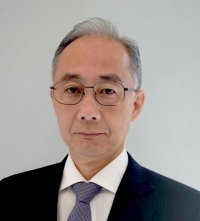
在ミラノ日本国総領事館ウェブページより（令和５年４月２６日付け）

小林 敏明（こばやし としあき、1962年〈昭和37年〉3月24日 - ）は、新潟県出身の日本の外交官。
総合外交政策局軍縮不拡散・科学部不拡散・科学原子力課国際科学協力室長、在ハガッニャ総領事などを経て、2023年3月から在ミラノ総領事を務める。

## 略歴
- 1983年　外務省専門職員採用試験合格
- 1984年3月　東京外国語大学外国語学部イタリア語学科卒業
- 1984年4月　外務省入省
- 2012年4月　在シドニー日本国総領事館 領事
- 2014年8月　在イタリア日本国大使館 一等書記官
- 2016年7月　在イタリア日本国大使館 参事官
- 2018年7月　総合外交政策局軍縮不拡散・科学部不拡散・科学原子力課国際科学協力室長
- 2020年4月　在ハガッニャ日本国総領事館 総領事
- 2023年3月　在ミラノ日本国総領事館 総領事